# Potentilla recta
Potentille droite
Espèce
Classification phylogénétique
Statut de conservation UICN

 LC  : Préoccupation mineure
France 
La Potentille droite (Potentilla recta L.), Potentille dressée ou Argentine droite, est une espèce de plantes à fleurs de la famille des Rosacées.

## Description
C'est une plante herbacée vivace dressée de 20 à 80 cm, rameuse vers le haut. Les fleurs à cinq pétales sont le plus souvent de couleur jaune pâle, mais peuvent être d'un jaune plus soutenu. Elles sont disposées en corymbe ou en cyme. Les feuilles ont de 5 à 8 folioles et sont fortement dentées. Des poils nombreux sont présents sur toute la plante, en partie crépus et généralement entremêlés de poils glanduleux au moins dans l'inflorescence.
Sa floraison s'étend de mai à juillet.

## Habitat
Pelouses maigres, pelouses sablonneuses. C'est une plante souvent pionnière présente dans les lieux secs et arides. Présente jusqu'à 1700 mètres d'altitude.

## Distribution
En France dans le Midi jusqu’à Paris et en Corse. Europe médiane et méridionale, naturalisée en Amérique du Nord. Présente en Asie occidentale.

## Synonymes
- Potentilla adriatica Murb.
- Potentilla crassa Tausch ex Zimmeter
- Potentilla fallacina Bllocki
- Potentilla herbichii Bllocki
- Potentilla hirta auct. balcan.
- Potentilla laciniosa subsp. transcaspia Th.Wolf
- Potentilla laeta Rchb.
- Potentilla leucotricha Borbás
- Potentilla obscura Willd.
- Potentilla pilosa Willd.
- Potentilla recta var. obscura (Willd.) W.D.J.Koch
- Potentilla recta var. pilosa (Willd.) Ledeb.
- Potentilla recta var. sulphurea (Lam.) Lapeyr.
- Potentilla semilaciniosa (Borbás) Borbás
- Potentilla sulfurea Lam.
- Potentilla velenovskyi Hayek